# Hans Leibelt
Hans Leibelt (Lipsia, 11 marzo 1885 – Monaco di Baviera, 3 dicembre 1974) è stato un attore tedesco.

## Filmografia parziale
- Eine Frau ohne Bedeutung, regia di Hans Steinhoff (1936)
- Il romanzo di una donna (Der Schritt vom Wege), regia di Gustaf Gründgens (1939)
- I Rothschild (Die Rothschilds), regia di Erich Waschneck (1940)
- Buddenbrooks - 1. Teil, regia di Alfred Weidenmann (1959)